# Sergio Álvarez (Schriftsteller)
Sergio Álvarez (* 31. Dezember 1965 in Bogotá, Kolumbien) ist ein kolumbianischer Schriftsteller und Journalist.

## Leben
Álvarez schloss seine Studien der Philosophie nicht ab, sondern ging für einige Jahre in das kolumbianische Orinoco-Tiefland, die Llanos Orientales. Nach der Rückkehr in seine Geburtsstadt begann er mit der schriftstellerischen Tätigkeit.
Álvarez’ Erstlingswerk La lectora befasst sich mit dem Drogenhandel in Kolumbien und wurde inzwischen vom nationalen Fernsehen des Landes verfilmt und ausgestrahlt. Eine Verfilmung ist geplant. Sein zweites Werk Mapaná ist ein Jugendbuch und schildert einen Generationenkonflikt im Amazonasgebiet Kolumbiens. Es behandelt auch die dort bestehenden Umweltprobleme. Sein letzter Roman 35 muertes erzählt die Geschichte der Zeit zwischen 1965 und 1999 in Kolumbien, so auch die Zeiten des Bürgerkrieges um Drogen.
Álvarez lebt in Barcelona und in Bogotá. Er schreibt für die spanischen Tageszeitungen El País und La Vanguardia.

## Werke
- La lectora. Roman. RBA, Barcelona 2000, ISBN 84-79017309.
- Mapaná. Jugendbuch. Planeta, Santafé de Bogotá 2000, ISBN 958-614805-X.
- 35 muertes. Roman, Editorial Alfaguara, Barcelona 2011.
  - deutsch: 35 Tote. Aus dem Spanischen von Marianne Gareis. Suhrkamp, Frankfurt am Main 2011, ISBN 978-3-518-46250-8.